# Niru Jani
Niru Jani (en grec, Νίρου Χάνι) és un jaciment arqueològic de Grècia situat a l'illa de Creta. Es troba en la unitat perifèrica d'Iràklio i en el municipi de Khersónissos, prop de la localitat de Kokkini Jani, i proper a la mar.

## Característiques
En aquest jaciment s'han excavat les restes d'un assentament i una mansió minoica que fou construïda al s. XVI ae. Aquest lloc fou arrasat en un incendi, al segle següent. Tenia 1.000 m2, unes 40 habitacions al pis inferior, almenys dos pisos i patis —un d'ells pavimentat—, a més d'espais destinats a santuari i a magatzem.
Les primeres excavacions les en feu Stefanos Xanthoudides al 1918 i altres treballs arqueològics es van desenvolupar al jaciment el 1960.